# Josef Kübler

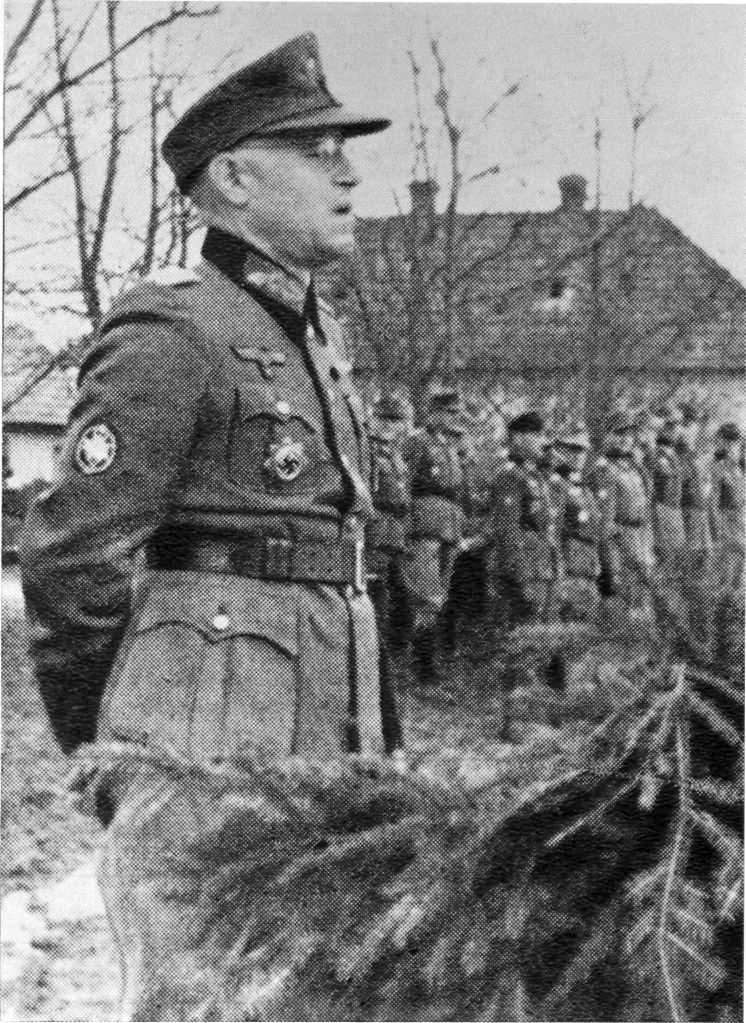
Josef Kübler

Josef Kübler (* 6. April 1896 in München; † 26. Februar 1947 in Ljubljana) war ein deutscher Offizier, zuletzt Generalleutnant.

## Leben

### Herkunft und Familie
Josef Kübler wurde als Sohn des Arztes Wilhelm Kübler und seiner Frau Rosa Braun geboren und hatte sechs Brüder, u. a. Ludwig Kübler, und zwei Schwestern. Am 28. Oktober 1920 heiratete er Johanna Märkel.

### Militärischer Werdegang
Er trat am 16. August 1914 als Kriegsfreiwilliger in das 1. Feldartillerie-Regiment „Prinzregent Luitpold“ ein. Direkt nach der Grundausbildung wurde er zum Regiment ins Feld geschickt und am 11. November 1914 als Fahnenjunker zum 15. Infanterie-Regiment „König Friedrich August von Sachsen“ versetzt. Am 10. Juni 1916 wurde Josef Kübler als Leutnant an der Front verwundet und in ein Lazarett eingeliefert. Nach seiner Genesung kam er zum Ersatz-Bataillon des Regiments und kehrte am 30. August 1916 zu seinem Regiment an die Front zurück. Ab dem 18. Dezember 1916 diente er in seinem Regiment als Adjutant des III. Bataillons bis zum Kriegsende.
Am 6. Juni 1919 in das Reichswehr-Infanterie-Regiment 42 übernommen, besuchte er vom 1. Juli bis zum 30. September 1919 die Offiziersschule in München und am 1. Januar 1921 folgte seine Versetzung in das Infanterie-Regiment 19, wo er ab dem 1. Oktober 1922 im Regimentsstab diente. Zwischen dem 1. Oktober 1924 und dem 1. Oktober 1925 absolvierte er eine Führergehilfenausbildung beim Stab der 7. Division und wurde zwischenzeitlich am 1. April 1925 zum Oberleutnant befördert. Am 1. Oktober 1925 folgte seine Versetzung in den Stab der 7. Division und ein Jahr später in das Reichswehrministerium. Am 1. Oktober 1927 wurde er in das Infanterie-Regiment 19 versetzt und am 1. Oktober 1928 Regiments-Adjutant im Infanterie-Regiment 19. Am 31. August 1929 zum Reichswehrministerium zurückgekehrt, wurde er am 1. November 1930 zum Hauptmann befördert. Am 1. Dezember 1932 war er Kompaniechef im Infanterie-Regiment 19 und am 1. August 1934 in den Stab des Infanterieführers V versetzt. Ab dem 15. Oktober 1935 fungierte er als Ia im Stab der 9. Infanterie-Division, wo er am 1. Dezember 1935 zum Major befördert wurde. Am 1. August 1936 wurde er in den Generalstab der Kriegsakademie versetzt und am 1. August 1939 zum Oberstleutnant befördert.
Bei Ausbruch des Zweiten Weltkrieges am 1. September 1939 wurde Josef Kübler Erster Generalstabsoffizier (Ia) im Stab des VI. Armeekorps, welches an der Westfront eingesetzt war. Ab dem 15. Oktober 1939 war er Ia im Stab der 12. Armee und nahm mit diesem Verband am Westfeldzug und am Balkanfeldzug teil. Ab dem 21. November 1941 war er Ia im Stab des XXXXII. Armeekorps auf der Krim und am 6. Januar 1942 des XXXXIX. Gebirgs-Korps am Mius. Am 19. Januar 1943 wurde er in die Führerreserve versetzt und am 15. März 1943 Kommandeur der 718. Infanterie-Division – nach Umbenennung am 15. März 1943 118. Jäger-Division – auf dem Balkan. Am 1. Januar 1944 zum Generalleutnant befördert, folgte am 10. Juli 1944 die Versetzung zur Führerreserve mit der Zuteilung zum Armeeoberkommando 9. Ab dem 1. September 1944 kommandierte er bis zum 16. Oktober 1944 die Sturm-Division Rhodos. Anschließend erneut in die Führerreserve versetzt, wurde er am 27. Dezember 1944 Kommandeur der 1. Gebirgs-Division. Im März 1945 erneut in die Führerreserve versetzt, geriet er bei Kriegsende in jugoslawische Gefangenschaft.

## Kriegsverbrechen
Unter seinem Kommando war die Division an mehreren Kriegsverbrechen und Massakern in Serbien beteiligt. Wegen dieser Gräueltaten wurde er am 26. Februar 1947 in Ljubljana hingerichtet. Sein älterer Bruder Ludwig, General der Gebirgstruppe, ist ebenfalls wegen Kriegsverbrechen hingerichtet worden.